# Kneppelfreed
Der Kneppelfreed (westfriesisch; deutsch Knüppelfreitag) fand am 16. November 1951 in der friesischen Provinzhauptstadt Leeuwarden statt. Vor dem örtlichen Gerichtsgebäude wurde eine Menschenmenge, die sich vor dem Gerichtsgebäude versammelt hatte, um dem Prozess gegen den Journalisten Fedde Schurer beizuwohnen, von der Polizei mit Gummiknüppeln und einem Wasserwerfer auseinandergetrieben.

## Anlass
Im Oktober 1951 stand der damals 34-jährige Tierarzt und Vorsitzende der Föderation der friesischen Studentenverbindungen, Sjirk van der Burg, wegen einer Verkehrswidrigkeit vor dem Amtsgericht in Leeuwarden. Während der Verhandlung sprach Van der Burg westfriesisch. Der Richter S. R. Wolthers erklärte ihm danach, dass gesetzlich nur die niederländische Sprache in die offizielle Aufzeichnung des Prozesses aufgenommen werden könne. Van der Burg war aber der Meinung, dass er in Friesland westfriesisch sprechen durfte. Sowohl Angeklagte als auch Richter waren zweisprachig, aber Van der Burg weigerte sich, niederländisch zu sprechen und Wolthers gab vor, die westfriesische Sprache nicht zu verstehen. Der Prozess wurde beendet, als Van der Burg seine Geldbuße von 7 Gulden (etwa 27 Euro) doch noch bezahlte.
Schurer hatte dem Prozess beigewohnt und sich in der Tageszeitung Heerenveense Koerier kritisch über Wolthers und sein Verhältnis zur westfriesischen Sprache ausgelassen, was ihm eine Anklage wegen Beleidigung des Richters einbrachte.

“(...)De beantwoording van de vraag, waarom de heer Wolthers zo mateloos geïrriteerd wordt bij het horen van de taal van het volk waarover hij zo lang rechtsprak, ligt meer op des psychiaters weg dan op de onze. Maar het feit, dat hij deze geïrriteerdheid in de openbare uitoefening van zijn functie zo slecht weet te verbergen, is een feit dat ons allen raakt. Morgen kunnen ook wij voor de rechterstoel staan. [...] Dit kinderachtige, beledigende en treiterende optreden tegenover een representatieve figuur als de heer Van der Burg is een openlijke provocatie voor het Friese volk in het algemeen en voor zijn georganiseerde studerende jeugd in het bijzonder. De heer Wolthers, die officieel geen kind meer is, moet zich deze dingen wel bewust zijn. (...)”

„(...) Die Beantwortung der Frage, warum Herr Wolters beim Hören der Sprache des Volkes, worüber er schon so lange Recht gesprochen hat, so ungeheuer sauer wird, eignet sich besser für einen Psychiater als für uns. Aber die Tatsache, dass er diese Reizbarkeit in seiner Rolle als Beamter so schlecht verbergen kann, geht uns alle an. Morgen können auch wir vor dem Gericht stehen. Dieses kindische, beleidigende und schikanierende Auftreten einem Prominenten wie Herr Van der Burg gegenüber ist eine öffentliche Provokation des friesischen Volkes im Ganzen und seiner studierenden Jugend im Besonderen. Herr Wolters, der offiziell nicht länger ein Kind ist, soll sich das merken. (...)“

Als der Prozess geführt wurde und es im Gerichtssaal nicht genügend Plätze für alle Zuschauer gab, sammelten sich die Anhänger des Journalisten vor dem Gerichtsgebäude. Obwohl der Amtsanwalt nur eine Strafe von 150 Gulden forderte, wurde Schurer wegen Beleidigung und Lästerung zu zwei Wochen Haft verurteilt. Das Urteil wurde von den Anhängern Schurers mit Protesten beantwortet. Als die Gruppe sich am Abend noch immer nicht bewegt hatte, wurden die Demonstranten von der Polizei mit Gewalt verjagt.

## Folgen
Der Prozess und die Krawalle polarisierten die Bevölkerung Frieslands und wurden ausführlich diskutiert. In den nächsten Jahren nach dem Prozess beschloss die niederländische Regierung, das Friesische zur zweiten Reichssprache der Niederlande zu erklären. Seit der Anerkennung wird Friesischsprachigen im Justizsystem die Möglichkeit geboten, sich beim Gerechtshof Arnhem-Leeuwarden auch auf Friesisch zu äußern und die friesische Sprache wurde innerhalb Frieslands auch im Unterricht und in der Kommunalpolitik mit dem Standardniederländisch gleichgesetzt.